# Gobiosoma spes
Gobiosoma spes és una espècie de peix de la família dels gòbids i de l'ordre dels perciformes.

## Morfologia
Els mascles poden assolir els 4,1 cm de longitud total.

## Distribució geogràfica
Es troba a Cuba, Puerto Rico, Jamaica, Costa Rica, Panamà i Veneçuela.